# 국도 제B3호선 (나미비아)

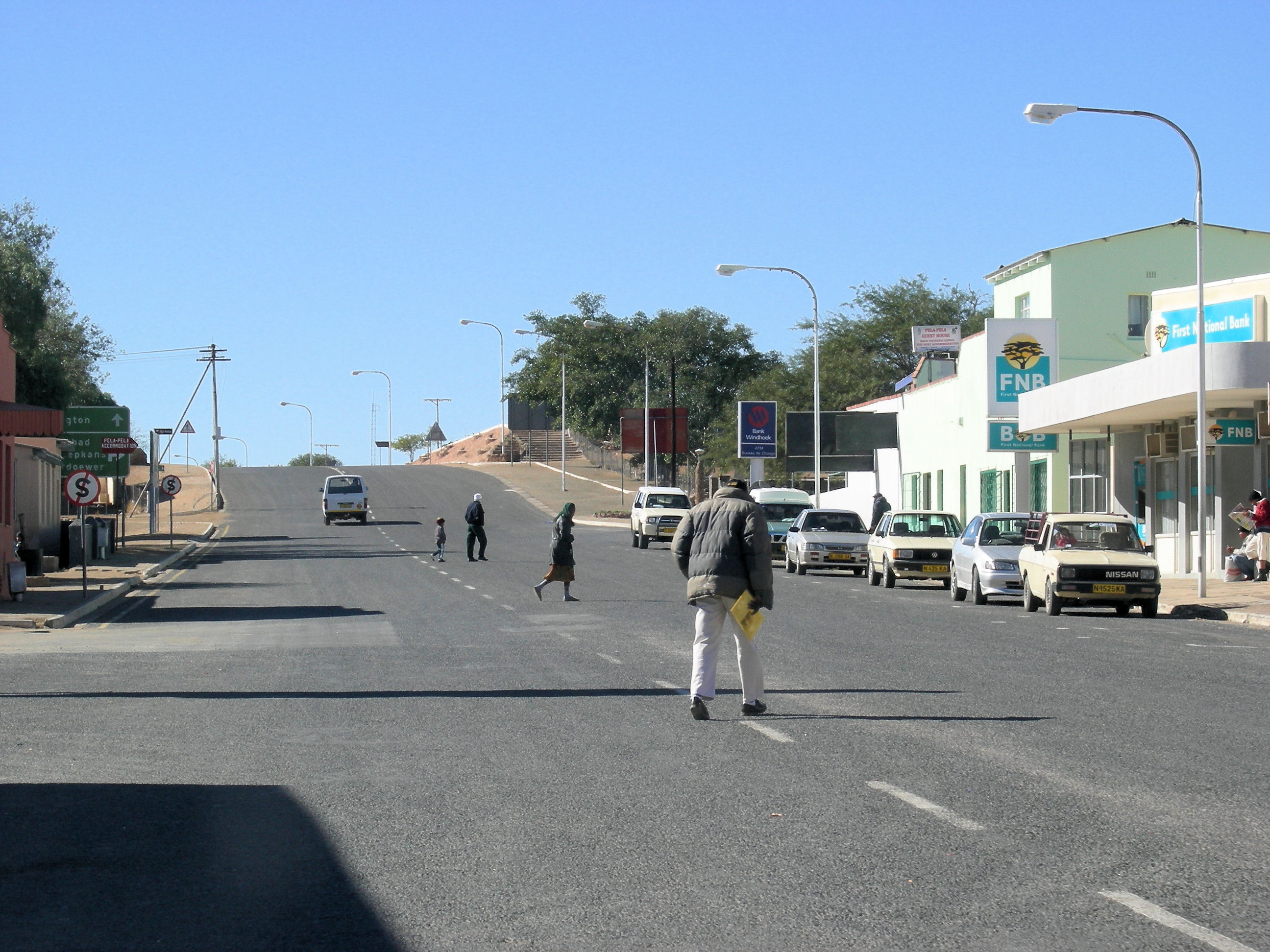
국도 제B3호선

국도 제B3호선(독일어: Nationalstraße B3)은 나미비아 카라스주의 나코프와 그루나우까지 이어주는 일반 국도로, 총 연장은 179km이다. 통과하는 곳을 보면 남아프리카 공화국의 국경 부근에 있는 나코프에서는 국도 제B1호선과 접촉하고, 그루나우까지 이어준다. 또한 남아프리카 공화국의 어핑턴에서는 국도 제10호선으로 이어진다.